# Pierre Claude François Delorme

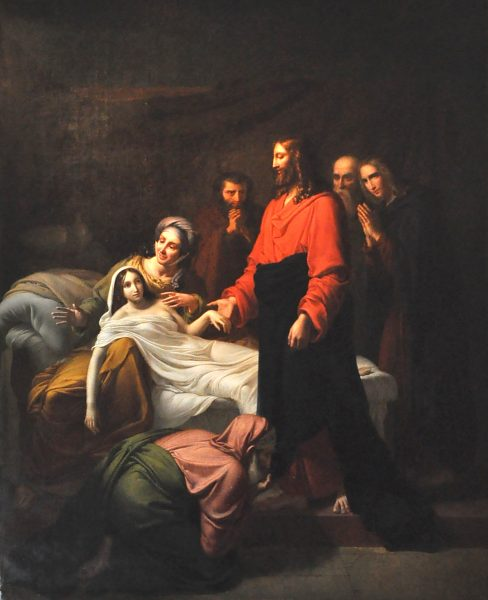
Jésus ressuscitant la fille de Jaïre

Pierre Claude François Delorme (París, 1783-1859) va ser un pintor neoclàssic francès, que es va dedicar especialment a la pintura d'història en les seves facetes de pintura religiosa i pintura mitològica. Va ser deixeble de Girodet, del que pren les convencions de l'estil Imperi. Va viure diversos anys a Itàlia. Va rebre nombrosos encàrrecs per als palaus de Versalles, de Fontainebleau, de Neuilly, de Compiègne, i per a diverses esglésies de París (les capelles de la Verge a Saint-Gervais-Saint-Protais i de Sant Pere a Sant-Eustache, i la Translation de la Ste Maison par les anges de la cúpula de Notre-Dame-de-Lorette). Altres obres seves són:
- Héro et Léandre, 1814
- Jesus ressuscitant la fille de Jaïre, 1817
- Jésus dans les limbes, 1819
- Céphale enlevé par Aurore, 1822
- Sapho et Phaon, 1833
- Ève cueillant le fruit défendu, 1834
- Madeleine au tombeau du Christ, 1835
- Repos en Égypte, 1850